# Greenhorn River
Der Greenhorn River ist ein 108 km langer Zufluss des Großen Bärensees im Nordwesten von Kanada in den Nordwest-Territorien und in Nunavut. Der Flussname wurde 1960 offiziell vergeben.

## Verlauf
Der Greenhorn River durchquert eine Tundralandschaft nördlich des Polarkreises. Er hat seinen Ursprung in dem 433 m hoch gelegenen See Bebensee Lake in Nunavut. Er fließt in südlichen und westlichen Richtungen zum Dease Arm des Großen Bärensees. Am Unterlauf liegt das Seensystem der Greenhorn Lakes sowie der Sulky Lake.

## Einzugsgebiet
Das Einzugsgebiet des Greenhorn River umfasst etwa 2560 km². Es grenzt im Westen an das des Bloody River, im Norden an das des Rae River sowie im Osten an das des Dease River.